# 苏联红军票 (朝鲜)
苏联红军票（俄语：Вона Командования Красной армии，俄朝两语名直译均为“红军司令部圆”），是苏联红军于1945年至1947年间在朝鲜半岛北部发行的一种货币，与之前的朝鲜银行券等价流通。

## 发行历史
1945年8月，苏联对日宣战，出兵中国东北和朝鲜半岛。在苏军占领的北朝鲜，当地的红军票与日本统治时期的朝鲜银行券一同流通，于1947年全部被北朝鲜中央银行券取代。

## 面值及图案
与中国的苏联红军票相比，北朝鲜苏联红军票同样分为壹圆、伍圆、拾圆、壹佰圆四种面值，票幅规格也相同，伍圆以上的纸币同样印有编号，只是颜色有变化。票面上方印有朝鲜谚文“红军司令部”，中间为汉谚混用的朝鲜文面值及印刷年份，下方为谚文“为一切支付必使用”；钞票反面中央部分也印有面值，面值下方印有谚文“赝造支票以战时法处罚”字样。
在北朝鲜发行的苏联红军票规格及颜色如下：
| 面值        | 票面图案 | 说明                                   |
| ----------- | -------- | -------------------------------------- |
| 壹圆 （壹원）   |          | 棕色背景上绿色图案，票幅为124x67毫米   |
| 伍圆 （伍원）   |          | 蓝灰色背景上棕色图案，票幅为134x77毫米 |
| 拾圆 （拾원）   |          | 绿色背景上紫色图案，票幅为156x83毫米   |
| 壹佰圆 （壹佰원） |          | 绿色背景上粉红图案，票幅为168x94毫米   |